# Original Chip Set

Amiga-Hardwarestruktur mit dem speziellen Chip-Set

Der OCS (englische Abkürzung für Original Chip Set) war der Chipsatz der frühen Amiga-Modelle. Er wurde im Amiga 500, Amiga 1000, Amiga 1500 und Amiga 2000 verbaut. Er bestand aus den Chips Agnus, Denise und Paula. Diese Aufteilung auf drei Chips war durch die begrenzten Fertigungsmöglichkeiten der 1980er Jahre bedingt, im Prinzip sind die Chips als Einheit aufzufassen.
Das OCS hat auffällige Ähnlichkeiten in der Architektur wie in der Funktionsaufteilung mit der ebenfalls aus drei Chips, ANTIC, GTIA und POKEY bestehenden Kernhardware der Atari 8-Bit-Computerserie, die bereits 1979 auf den Markt kam. Beide Chipsätze wurden von Jay Miner konzipiert.
Auf OCS folgten ECS, AGA, AAA.

## Agnus

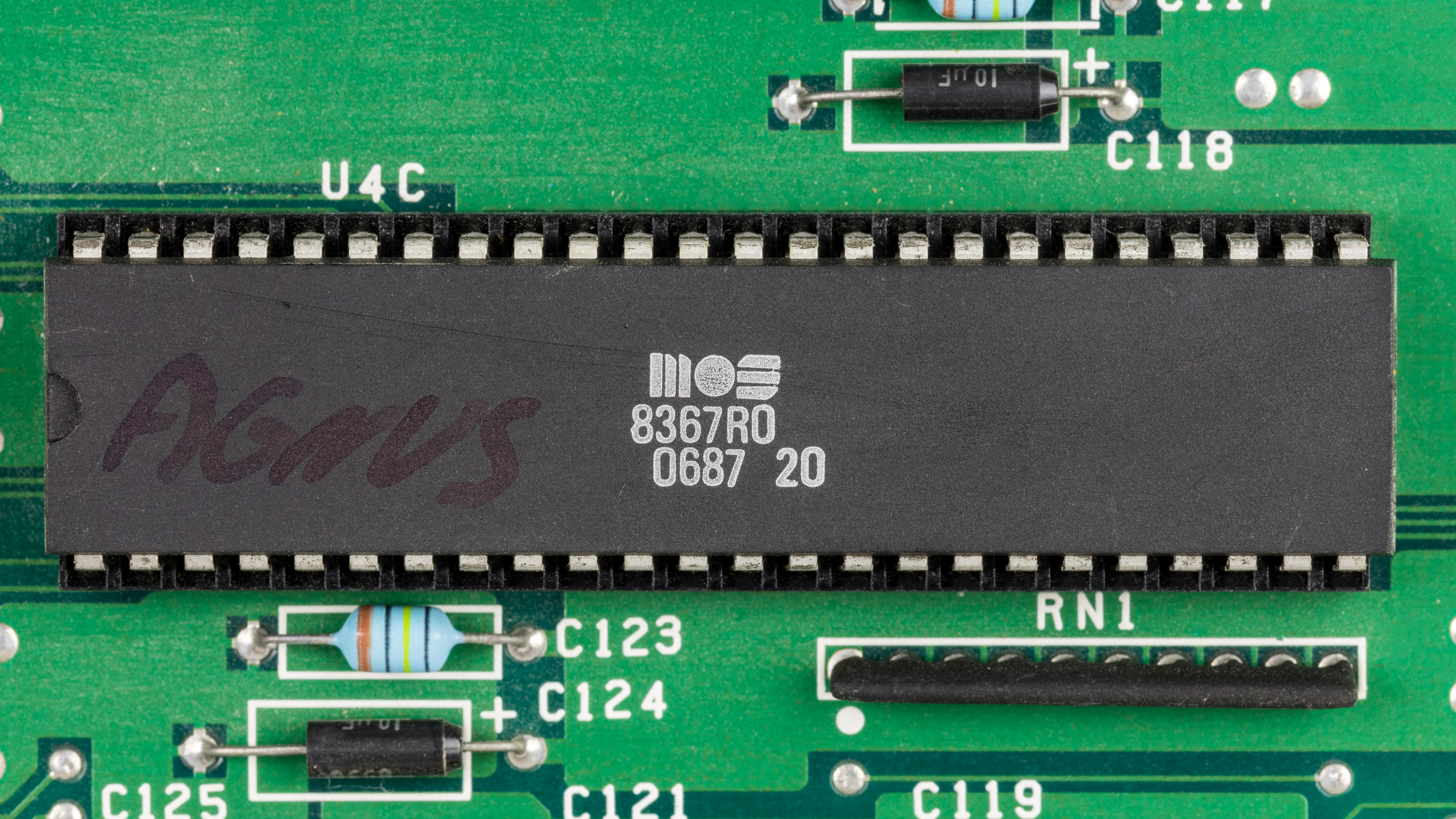
MOS 8367R0 - Agnus

Der Name Agnus leitet sich aus dem Wort Adressgenerator ab: AdressGenerator Units.
Der Chip ist für die Steuerung des Chip-RAM zuständig. Unter anderem holt er daraus die Grafikdaten, die dann vom Denise-Chip (s. u.) dargestellt werden.
Ferner verarbeitet Agnus die verschiedenen Videosynchronisationssignale und enthält und steuert die beiden Koprozessoren Blitter und Copper.
Agnus stellt dem System eine mächtige DMA-Einheit zur Verfügung, die zum einen die Video- und Sound-Daten aus dem Chip-RAM holt, zum anderen auch Daten innerhalb des Chip-RAMs umkopieren und dabei auch verarbeiten (blitten) kann, aber auch Daten generieren kann, nämlich beim Linienzeichnen und Flächenfüllen mit dem Blitter.
Zu den Video-Daten, die Agnus per DMA aus dem Chip-RAM holt, gehören neben den Pixel-Daten Paletten- und Sprite-Daten sowie die Copperlisten.

## Denise

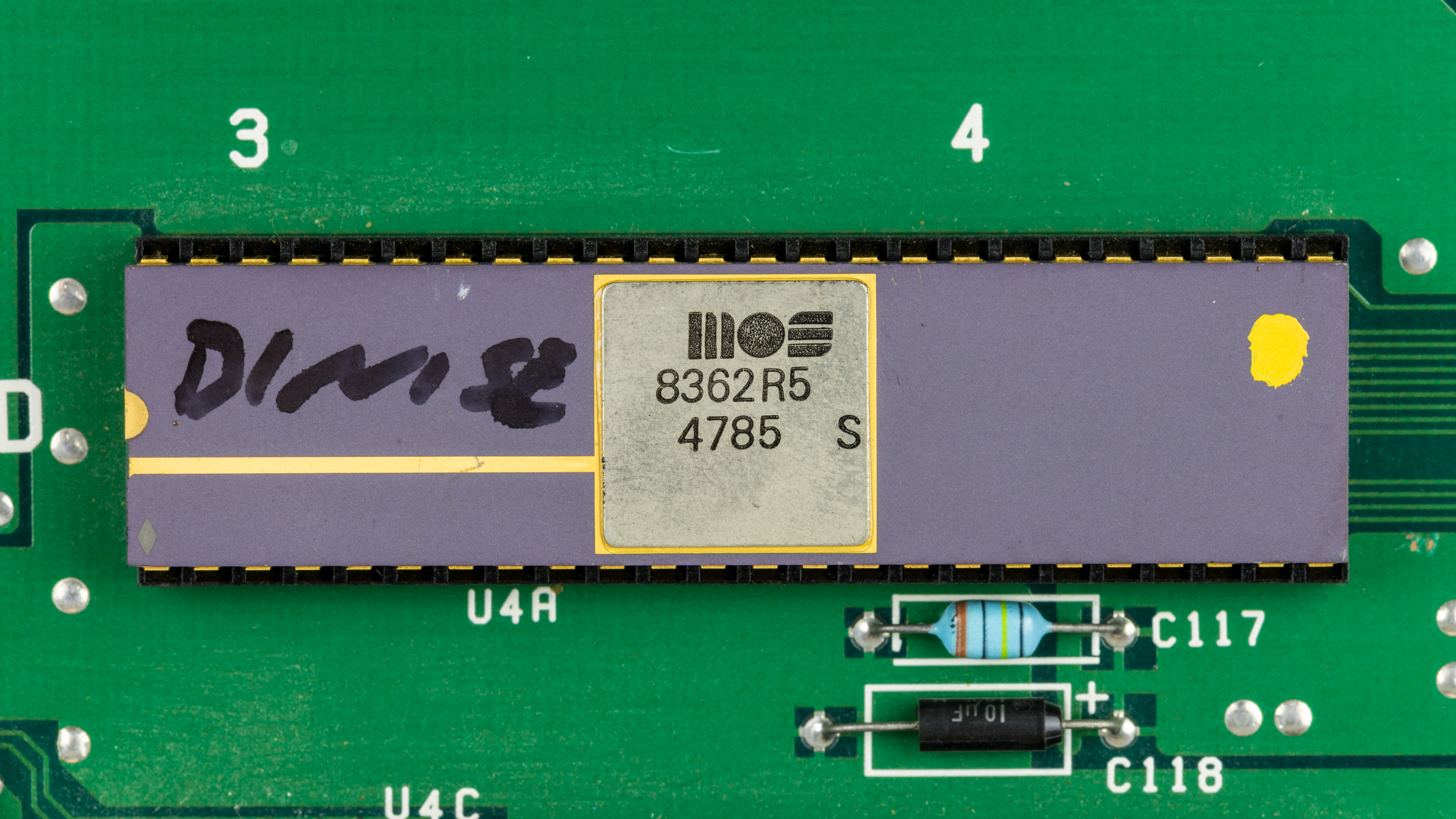
MOS 8362R5 – Denise

Der Name leitet sich aus den englischen Worten Display Encoder ab.
Der Chip steuert die Grafikausgabe und stellt dabei unter anderem die Sprites und BOBs dar.
Im Prototypenstadium des Amiga hieß dieser Chip noch Daphne.

### Versionen
- 8362R6 252126-01 (A500, A1000, A2000)
- 8362R8 252126-02 (A500, A2000, CDTV)
- 8373 390433-01/-02 Super Denise / Hires Denise (A500+, A2000, A3000)
- 8373 391061-01/391081-01 (PLCC, A600)
- bei Advanced Graphics Architecture wurde Denise durch Lisa ersetzt

## Paula

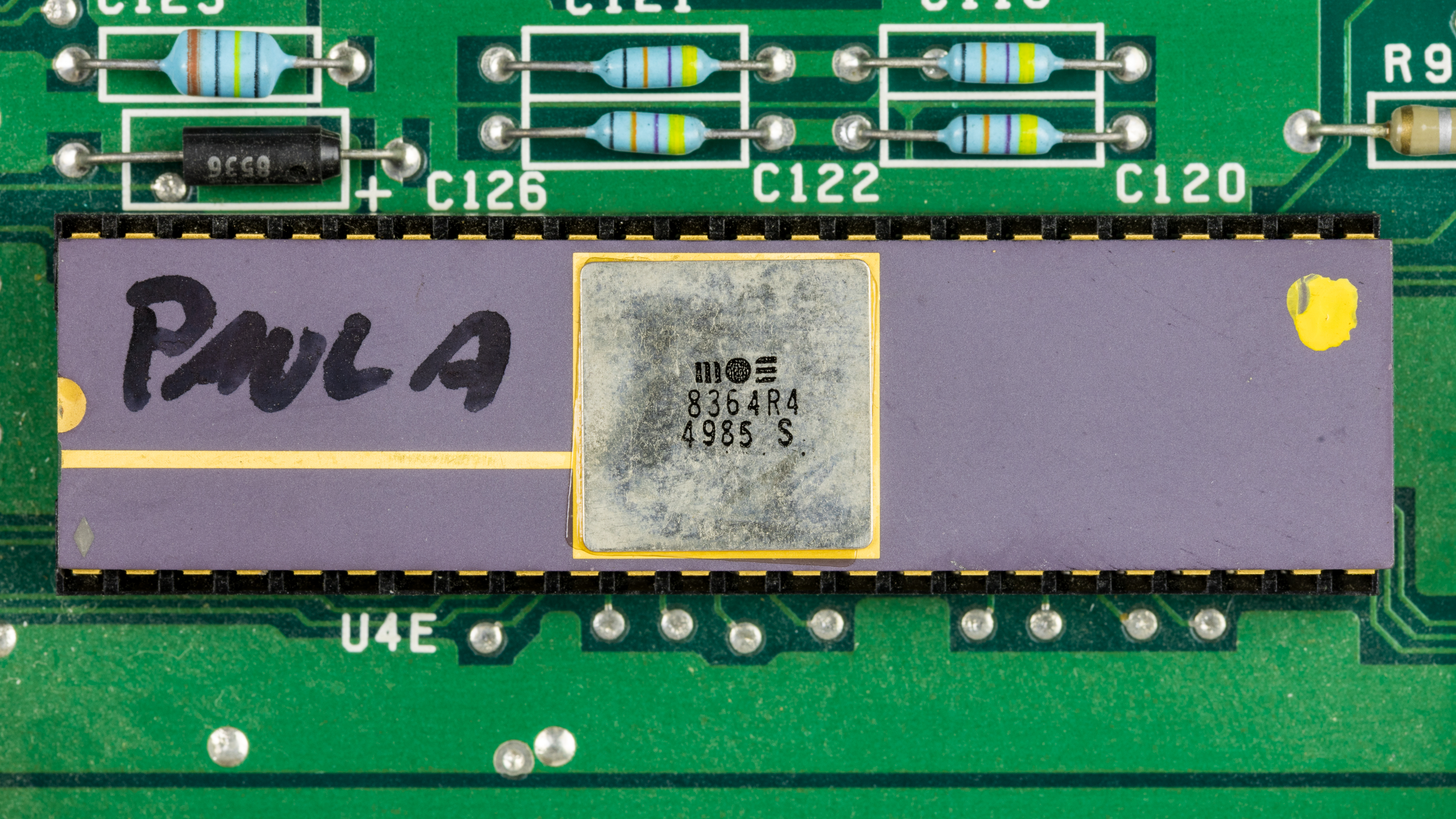
MOS 8364R4 - Paula

Der Name Paula leitet sich aus den englischen Wörtern Peripheral und Audio ab.
Der Chip steuert die folgenden Aufgaben im Amiga:
- Ein- und Ausgabesteuerung für Diskettenlaufwerke
- Tonausgabe (D/A-Wandler)
- Abfrage der analogen Ein-/Ausgänge
- UART für die serielle Schnittstelle

Dieser Chip wurde auch in den späteren Amiga-Chipsätzen verwendet und war der Grund, warum die späteren Amiga-Modelle in den von Paula abgedeckten Bereichen nicht mehr zeitgemäß waren. (Begrenzte Datenübertragungsrate für Diskettenlaufwerke, so dass HD-Laufwerke mit halber Drehzahl laufen müssen; Tonausgabe hörbar schlechter als CD-Qualität.)
Im Prototypenstadium des Amiga hieß dieser Chip noch Portia (für Ports and Audio).